# Georg Spohr
Georg Spohr (født 24. januar 1951 i Magdeburg) er en tysk tidligere roer og dobbelt olympisk guldvinder.

## Karriere

### Roning
Spohr var styrmand i en af de bedste østtyske toere med styrmand i anden halvdel af 1970'erne. Roerne i båden var Harald Jährling og Friedrich-Wilhelm Ulrich, og deres første store fælles internationale stævne var ved OL 1976 i Montreal. Her indledte de med via en andenplads i indledende heat at kvalificere sig til semifinalen, som de derpå vandt ret klart. I finalen lå den sovjetiske båd længe forrest, men midtvejs i løbet indhentede østtyskerne dem og lagde sig i spidsen. Der blev de og sikrede sig guldet med et forspring på mere end to sekunder, mens Sovjetunionen fik sølv og Tjekkoslovakiet bronze.
Året efter vandt samme besætning VM-sølv efter en bulgarsk båd, mens østtyskerne i 1979 vandt VM-guld. Samme år blev de østtyske mestre, hvilket de gentog i 1979. Dette år blev Spohr desuden verdensmester, men med to andre roere (Jürgen Pfeiffer og Gert Uebeler).
Ved OL 1980 i Moskva var OL-guldvinderne fra 1976 samlet igen, og de var klart hurtigst i indledende heat. I finalen var der mere jævnbyrdighed, men østtyskerne sluttede bedst og genvandt guldet, mens den sovjetiske båd fik sølv og Jugoslavien bronze.

### Videre karriere
Spohr var uddannet ingeniør inden for telekommunikation, men kom senere til at arbejde med film og foto i sin roklub, SC Magdeburg.

## OL-medaljer
- 1976:  Guld i toer med styrmand
- 1980:  Guld i toer med styrmand